# Crete Senesi

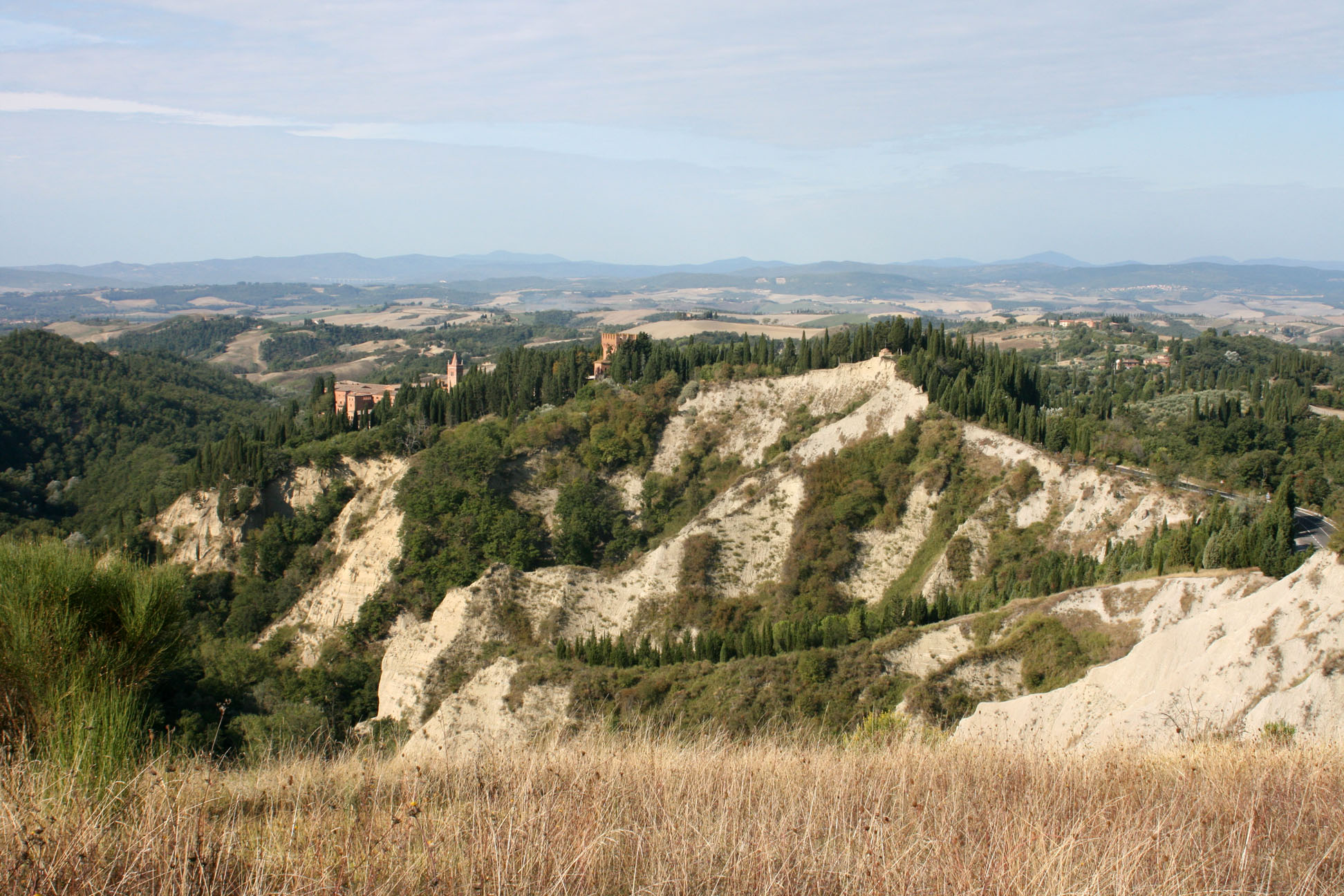
Verwitterungsform der Calanchi in den Crete

Die Crete Senesi (wörtlich: die Tonminerale von Siena) sind eine durch Erosion geprägte mittelitalienische Landschaft, die in einem Gebiet der Toskana südlich von Siena liegt.

## Geografie

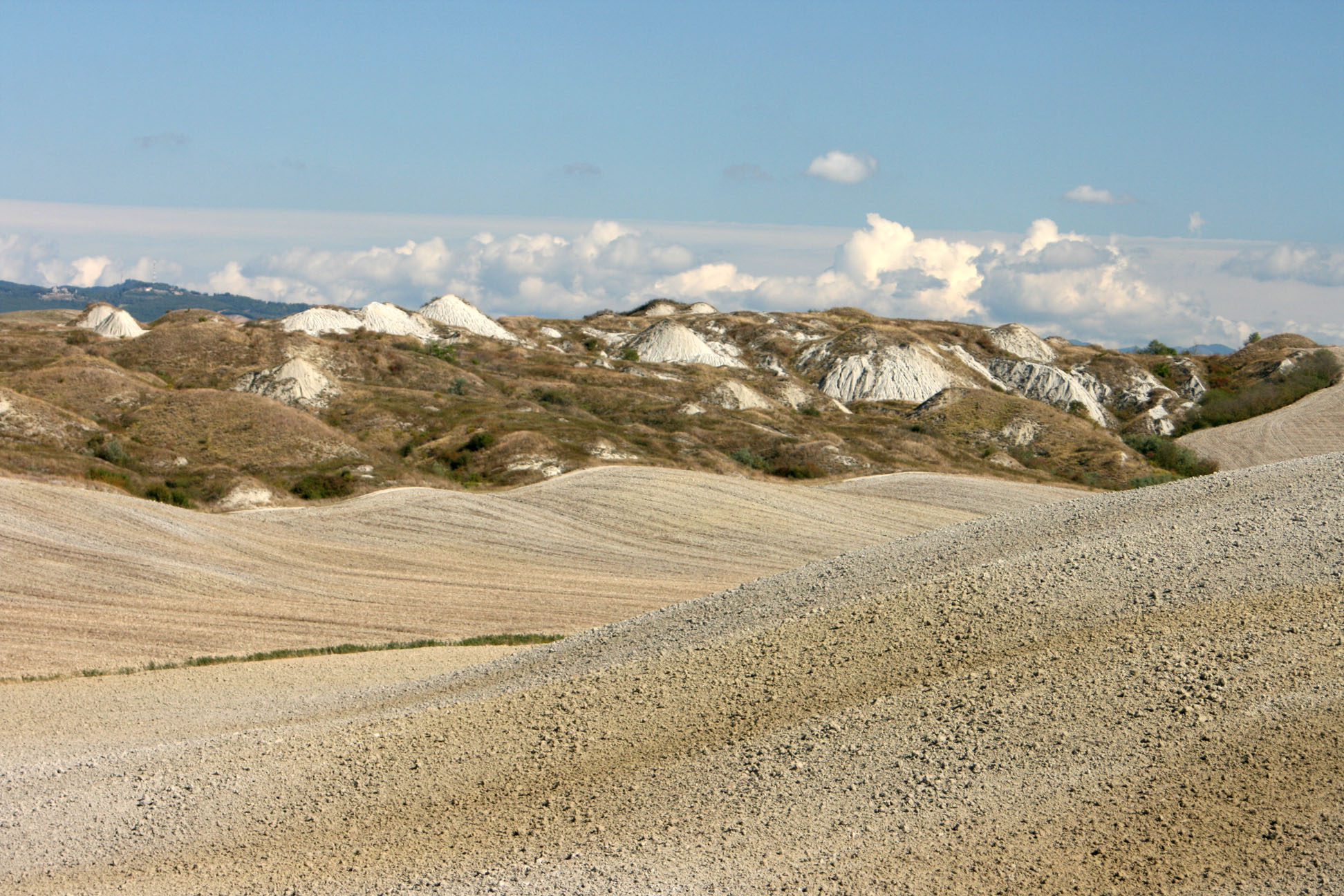
Biancane in den Crete

Die Landschaft der Crete Senesi umfasst die Gebiete der vier Gemeinden Asciano, Buonconvento, Monteroni d’Arbia und Rapolano Terme sowie San Giovanni d’Asso (Ortsteil von Montalcino), welche alle in der Provinz Siena liegen. Angrenzende Landschaften sind der Chianti im Norden, das Val di Chiana im Osten und das Val d’Orcia im Süden. Innerhalb der Crete bei der Kommune Asciano liegt die Accona-Wüste (italienisch Deserto di Accona), in der sich das Olivetaner-Mutterkloster Monte Oliveto Maggiore angesiedelt hat. Die Accona-Wüste gehört zu den Badlands und ist mit nur 600 mm Niederschlag im Jahr sehr regenarm.
Wie in allen Badlands entstehen durch Verwitterung des Tons, der hier Mattaione heißt, Furchen an den Südhängen, die so genannten Calanchi. Typisch für die Crete Senesi sind die Biancane, weiße, nur wenige Meter hohe Hügel mit schmalen Furchen und ohne jede Vegetation. Die Anzahl der Biancane ging insbesondere seit den 1980er Jahren durch den Einsatz von Landmaschinen drastisch zurück.

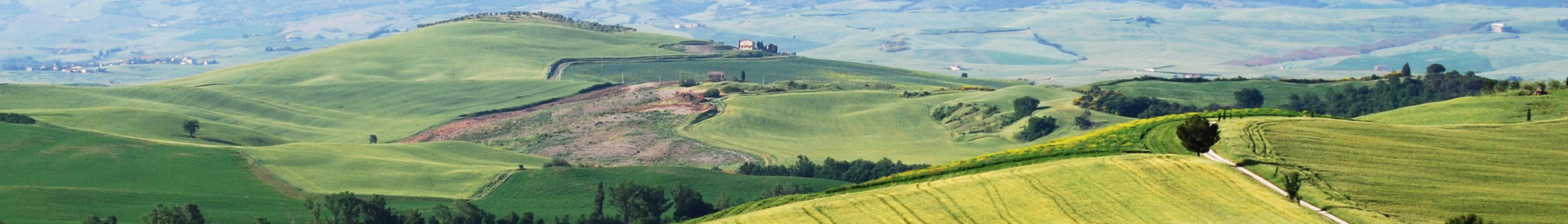
Crete Senesi

## Bilder

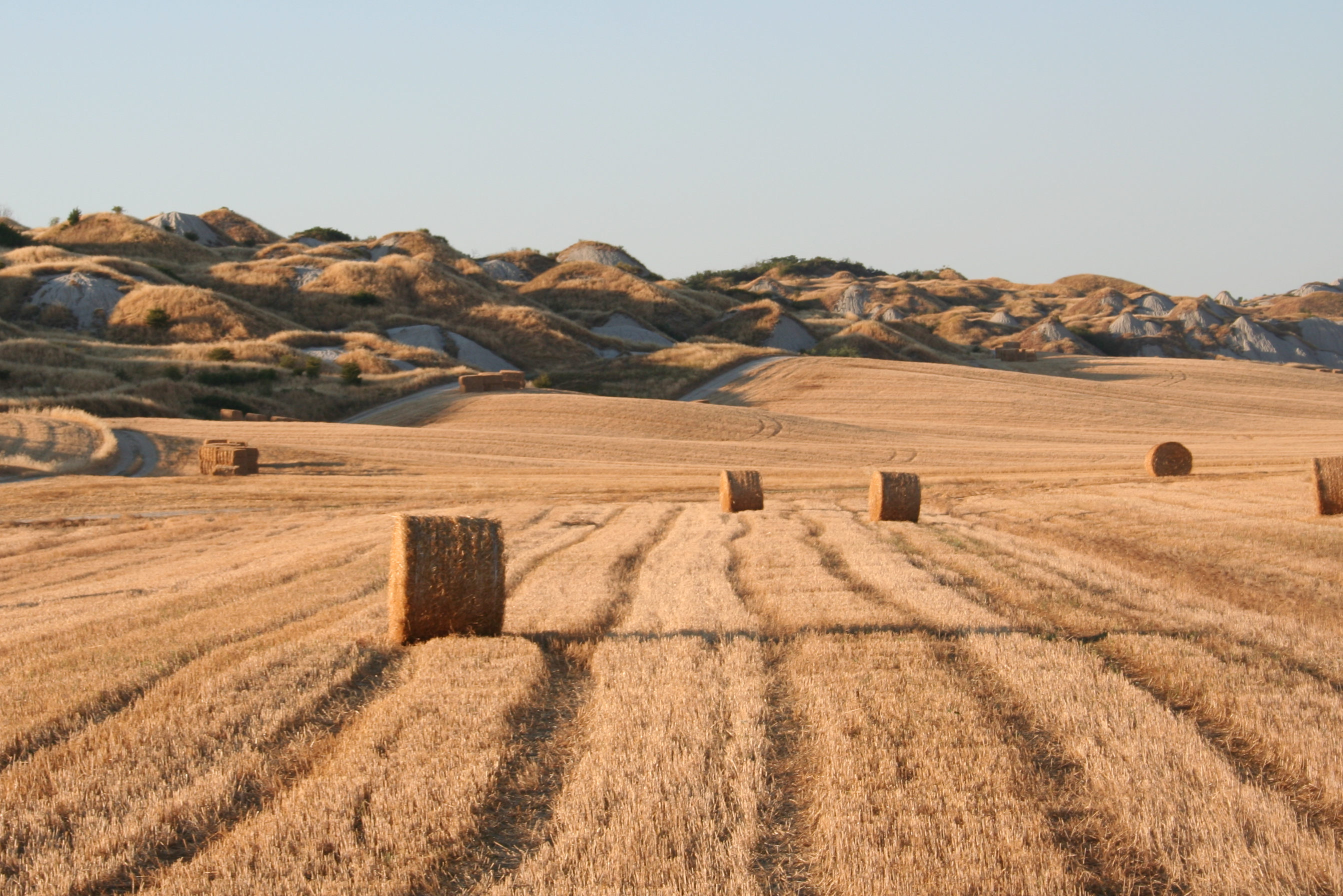
Landwirtschaft durch intensive Bewässerung
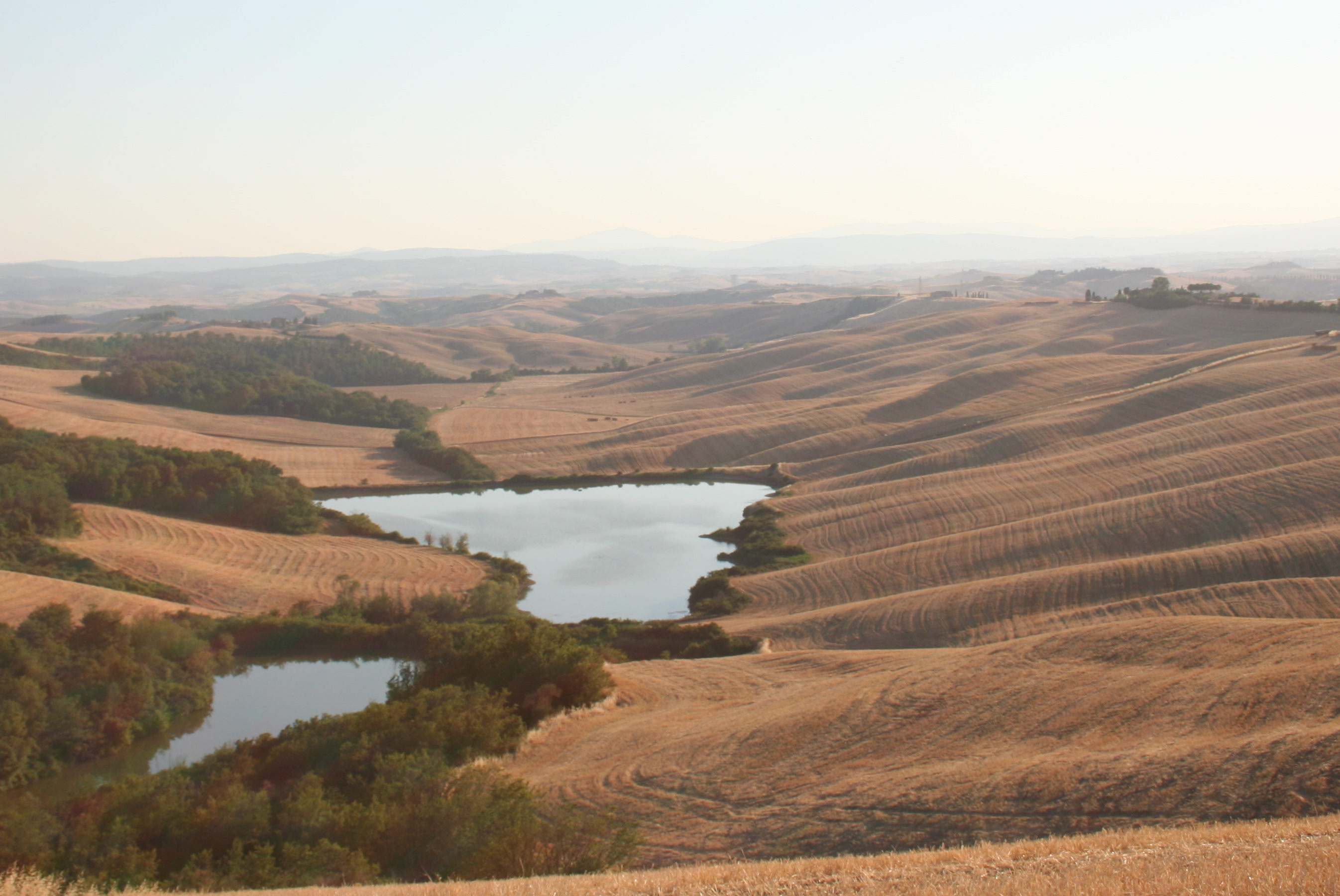
Panorama über Felder und Wasserspeicher
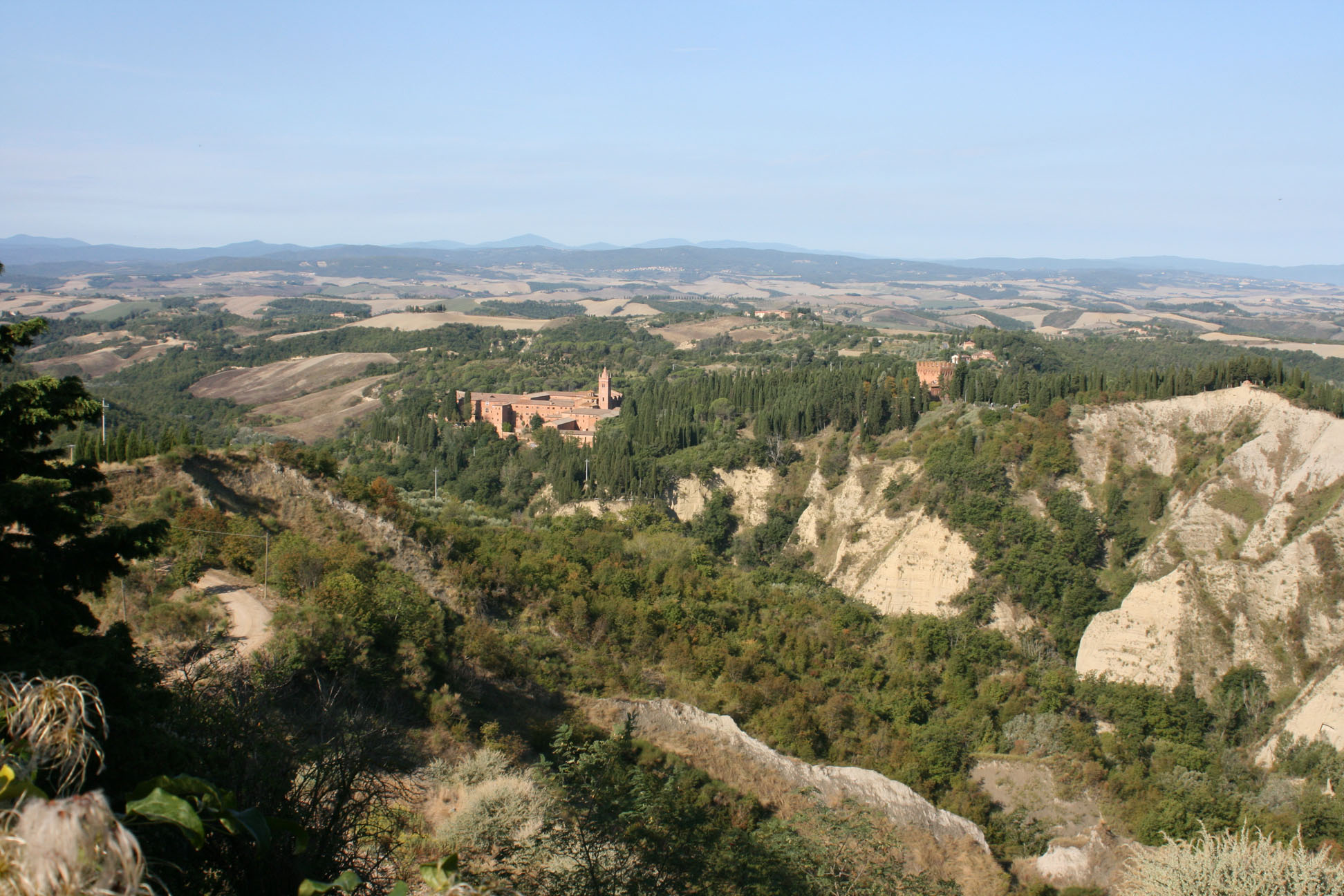
Kloster Monte Oliveto Maggiore